# Operação Hotel
A Operation Hotel (em castelhano: Operación Hotel), também conhecida como "A captura de Víctor Polay Campos" (em castelhano: Captura de Victor Polay Campos) ou "Primeira captura de Victor Polay Campos" (em castelhano: Primera captura de Victor Polay Campos), foi uma operação realizada pelas Forças Armadas do Peru em 1989, onde foi preso Víctor Polay Campos, líder da organização terrorista Movimento Revolucionário Túpac Amaru (MRTA).

## Antecedentes
O MRTA era uma organização terrorista de ideologia marxista-leninista-guevarista liderada por Víctor Polay Campos com sua fundação sendo datada de 1982 a partir da unificação de vários grupos de esquerda. Em 1984, a MRTA reivindicou a sua primeira ação terrorista.
Em janeiro de 1989, um ataque foi realizado contra a delegacia de polícia em Uchiza. Em resposta, o primeiro-ministro Armando Villanueva, o ministro da Defesa, o ministro do Interior e o comandante do Exército formaram um comitê encarregado de investigar o ocorrido. Para isso, o tenente-coronel Roberto Contreras Ramos foi designado para coordenar a segurança no âmbito do "Plano de Operações de Visita". O comitê ficou hospedado no Hotel de Turistas, em Huancayo.

## Captura de Victor Polay Campos
Em 3 de fevereiro de 1989, foi organizada a implantação do "Plano de Operações de Visita". Para isso, foram instaladas no hotel duas patrulhas (uma interna e outra externa, reforçadas com agentes de inteligência), além de uma cerca na porta. A patrulha externa estava a cargo do Capitão Guillermo Ortiz Herrera e a interna do Capitão Fernando Bolívar. Uma reserva também estava disponível sob o comando do Capitão Juvenal Barrientos Lara. Os quartos do hotel foram revistados por agentes de inteligência, com exceção dos quartos ocupados. Em uma das salas estava Víctor Polay Campos, líder do MRTA, que estava na cidade para realizar um ataque contra Armando Villanueva. Polay Campos registrou-se no hotel com o nome falso de "Eudocio Rosales del Campo"  acompanhado de Rosa Luz Padilla, sua amante.
Durante a tarde do mesmo dia, Padilla foi parada dentro do hotel pelo subtenente de terceira classe Jaime Ale Rivas, após escapar de controles externos. Quando questionada sobre seus documentos, Padilla tentou esconder uma bolsa branca, o que levou o subtenente a pedir a bolsa. O subtenente, ao verificar a bolsa, encontrou uma pistola. Devido ao nervosismo e à confusão, uma granada caiu das mãos de Padilla, deixando-a agitada. Padilla foi presa e levada para a sede para interrogatório. Durante o interrogatório, Padilla disse que havia recebido "ordens" de deixar a granada na porta do hotel e que estava acompanhada do "marido". Ao saber disso, um rápido plano de operações foi elaborado, ordenando a intervenção no quarto 22, onde Padilla estava hospedada. O responsável pela operação era o Major Miguel Amoretti.
Após a captura, Bolívar entregou o líder terrorista a Amoretti. Uma granada e vários cartuchos de dinamite foram encontrados nos pertences de Polay Campos.
A captura fez a estrutura do MRTA sofrer outro duro revés após a captura de Miguel Rincón Rincón, um outro líder da organização terrorista, em Lima, em 16 de abril de 1989. Em 1992, Polay Campos, foi recapturado após escapar da prisão.